# 维纳博艮
维纳博艮（Wienerberger AG）是一家奥地利维也纳的制砖商，也是世界上最大的制砖商。除去砖外，也制造瓦片、管道等。该公司成立于1819年，1869年起在维也纳证券交易所上市。